# Perfect Symmetry (chanson)
Pour l'album, voir Perfect Symmetry.
Singles de Keane
"The Lovers Are Losing" "Better Than This"
Perfect Symmetry est un morceau du groupe de pop britannique Keane. C'est le cinquième morceau de musique de l'album Perfect Symmetry, sorti en 2008.